# Villa Tapia
Villa Tapia é um município da República Dominicana pertencente à província de Hermanas Mirabal.
Sua população estimada em 2012 era de 28 565 habitantes.